# Johann Nopel der Jüngere
Johann Nopel der Jüngere (* 6. Januar 1548 in Lippstadt; † 6. Januar 1605 in Köln) war Weihbischof im Erzbistum Köln und Rektor der Universität zu Köln.

## Leben
Nopel war seit 1591 Professor der Theologie an der Kölner Universität, von 1594 bis 1596 Rektor. Er wurde am 10. März 1602 durch den Nuntius Coriolan Garzadori in Köln zum Bischof geweiht und war als Weihbischof in Köln tätig. Er war Titularbischof von Cyrene.
Am 27. Dezember 1604 glitt er nach einer Predigt im Kölner Dom auf dem Eis am Brunnen beim Domturm aus. Er brach sich ein Bein, woran er an seinem 57. Geburtstag starb. Sein Grab befindet sich im Kölner Dom.